# Філіпп де Брока
Філіпп де Брока (фр. Philippe de Broca, *15 березня 1933, Париж  —  † 26 листопада 2004, Нейї-сюр-Сен)  — французький кінорежисер, кавалер Ордену Почесного легіону.

## Життєпис

### Родина
Народився в родині фотографа. Повне ім’я Філіпп Клод Алекс де Брока Феррюссак. 

### Навчання
Два роки навчався у паризькій Вищій школі кіно і фотографії «Луї Люмьєр», отримав технічний диплом. Ще змолоду захопившись кінематографом, разом з друзями зі школи  — Франсуа Трюффо, Клодом Шабролем та Жаком Ріветта ходив по паризьких кінотеатрах вишукуючи цікаві фільми, які потім палко обговорювалися протягом ночі.

### Перша режисура
Приєднавшись до африканської промислової експедиції кіномеханіком і опинившись на «чорному» континенті залишає експедицію і більше року подорожує Африкою, фіксуючи на плівку усе, що діється довкіл. Повернувшись до Парижу компанія Діснея купує у нього відзняті матеріали. 
Філіп йде до армії і протягом наступних трьох років він фронтовий хронікер Алжирської війни.

### Режисерська кар’єра
Повернувшись до Франції Філіпп де Борка стає асистентом на трьох перших фільмах Шаброля, допомагав кінодебюту Франсуа Трюффо «400 ударів». Клод Шаброль на подяку продюсував його перший фільм «Любовні ігри», а далі де Брока працював вже самостійно, бо відпрацював свій стиль, який не змінить протягом життя. 
Де Брока оновлюватиме класичну пригодницьку кінокомедію, чим визначав розвиток жанру у Франції другої половини ХХ ст.. Саме він розгледів у зламаному герої «На останньому диханні» Жані-Полі Бельмондо величезний комерційний потенціал і зніматиме його у своїх чисельних комедіях, включаючи блискучу пародію на себе Надзвичайний. 
Від обраного жанру де Брока відмовився лише один раз  —  психологічний фільм «Червовий король» зазнав фіаско у Франції, але зробив йому ім’я в США. 
Вже до початку 80-х у фільмах де Брока критики помітять повтори і наступні 20 років він з змі́нним успіхом повторюватиме свої «фірмові» номери, однак жодній із картин вже не судилося досягнути минулого успіху. 
Де Брока працював з провідними акторами французького, та іноземного кіно: Жан-Поль Бельмондо, Катрін Денев, Філіп Нуаре, Ів Монтан, Віторіо Капріолі, та ін..

### Особисте життя
Один рік був у шлюбі з актрисою Марго Кіддер (Margot Kidder) , потім з Валері Роян (Valérie Rojan)  від якої мав двох дітей. 

### Смерть
За іронією долі, Філіпп де Брока помер від раку 25 листопада 2004 року саме тоді, коли на екранах Франції успішно демонструвалася його остання комедія «Гадюка в кулаці» (екранізація роману Ерве Базена), а критики радісно відзначали, що у метра відкрилося друге дихання.

### Фільмографія

#### Асистент режисера
| Рік  | Назва українською    | Назва французькою     |
| ---- | -------------------- | --------------------- |
| 1959 | На подвійний поворот | A Double Tour         |
| 1959 | Чотириста ударів     | Les Quatre Cent Coups |

#### Режисер
| Рік  | Назва українською                      | Назва французькою                      |
| ---- | -------------------------------------- | -------------------------------------- |
| 1960 | Веселун                                | Le Farceur                             |
| 1960 | Любовні ігри                           | Les Jeux de l'amour                    |
| 1961 | Коханець на п'ять днів                 | L'Amant de cinq jours                  |
| 1962 | Картуш                                 | Cartouche                              |
| 1962 | Сім смертних гріхів                    | Les Sept péchés capitaux               |
| 1963 | Щасливці                               | Les Veinards                           |
| 1964 | Людина з Ріо                           | L'Homme de Rio                         |
| 1964 | Месьє складе вам компанію (Компаньйон) | Un monsieur de compagnie               |
| 1965 | Пригоди китайця в Китаї                | Les Tribulations d'un Chinois en Chine |
| 1966 | Король сердець                         | Le Roi de cœur                         |
| 1967 | Давніша професія у світі               | Le Plus Vieux Métier du monde          |
| 1969 | Диявола за хвіст                       | Le Diable par la queue                 |
| 1970 | Забаганки Марії                        | Les Caprices de Marie                  |
| 1971 | Втеча                                  | La Poudre d'escampette                 |
| 1972 | Дорога Луїза                           | Chère Louise                           |
| 1973 | Надзвичайний                           | Le Magnifique                          |
| 1975 | Невиправний                            | L'Incorrigible                         |
| 1977 | Жюлі "Банний лист"                     | Julie pot de colle                     |
| 1978 | Ніжний поліцейський                    | Tendre Poulet                          |
| 1979 | Кавалер                                | Le Cavaleur                            |
| 1980 | Вкрали стегно Юпітера                  | On a volé la cuisse de Jupiter         |
| 1981 | Психотерапевт                          | Psy                                    |
| 1983 | Африканець                             | L'Africain                             |
| 1986 | Циганка                                | La Gitane                              |
| 1988 | Шуани                                  | Chouans!                               |
| 1990 | 1001 ніч                               | Les 1001 nuits                         |
| 1991 | Ключі від раю                          | Les Clés du paradis                    |
| 1997 | Горбань                                | Le Bossu                               |
| 2000 | Амазонія                               | Amazone                                |
| 2004 | Гадюка в кулаці                        | Vipère au poing                        |

#### Актор
| Рік  | Назва українською     | Назва французькою       |
| ---- | --------------------- | ----------------------- |
| 1958 | Красунчик Серж        | Le Beau Serge           |
| 1959 | Чотириста ударів      | Les Quatre Cent Coups   |
| 1959 | На останньому диханні | À bout de souffle       |
| 1960 | Любовні ігри          | Les Jeux de l'amour     |
| 1962 | Картуш                | Cartouche               |
| 1966 | Король сердець        | Le Roi de cœur          |
| 1969 | Диявола за хвіст      | Le Diable par la queue  |
| 1973 | Надзвичайний          | Le Magnifique           |
| 1986 | Циганка               | La Gitane               |
| 2000 | Мрія всіх жінок       | Meilleur espoir feminin |